# Dezfúl
Dezfúl je město v Íránu, v provincii Chúzistán. Nachází se přesněji na řece Rúd-e-Des, v jižní části země, nedaleko hranic s Irákem a asi 110 km od většího města Ahvázu. Město má 212 000 obyvatel (odhad 2005) a je proslaveno hlavně historickým mostem ze 4. století př. n. l. Lidé zde mluví jiným, odlišným dialektem fársí.